# Jim Ortlieb
James Ortlieb, detto Jim (Hazlet, 19 giugno 1956), è un attore statunitense.
Lavora come attore fin dal 1985 e ha lavorato soprattutto in ruoli minori, come comparsate e guest star.

## Filmografia parziale

### Cinema
- Mamma, ho perso l'aereo (Home Alone), regia di Chris Columbus (1990)
- L'amico d'infanzia, regia di Pupi Avati (1994)
- Magnolia, regia di Paul Thomas Anderson (1999)
- Latter Days - Inguaribili romantici (Latter Days), regia di C. Jay Cox (2003)

### Televisione
- E.R. - Medici in prima linea (ER) – serie TV, 1 episodio (1998)
- Roswell – serie TV, 7 episodi (2000)
- The Shield - serie TV, episodio 1x1 (2002)
- Senza traccia (Without a Trace) – serie TV, 2 episodi (2004)
- Grey's Anatomy – serie TV, episodio 5x03 (2008)
- The Rookie – serie TV, episodio 2x06 (2019)
- American Horror Story – serie TV, episodio 10x04 (2021)
- Chicago Med – serie TV, episodio 6x07 (2021)
- Station 19 – serie TV, episodio 5x11 (2022)

## Doppiatori italiani
Nelle versioni in italiano delle opere in cui ha recitato, Jim Ortlieb è stato doppiato da:
- Mino Caprio in The Shield, Grey's Anatomy
- Massimo Rinaldi in Senza traccia, Station 19
- Luca Dal Fabbro ne L'amico d'infanzia
- Luigi Montini in Roswell
- Dario Penne in Angel
- Alessandro Ballico in CSI: NY
- Fabrizio Temperini in The Closer
- Oliviero Dinelli ne Le regole del delitto perfetto
- Toni Orlandi in Chicago Justice
- Donato Sbodio in The Rookie
- Giovanni Caravaglio in 9-1-1
- Paolo Buglioni in American Horror Story